# 生態人類学
生態人類学（せいたいじんるいがく、英語: ecological anthropology）とは、人類学の下部領域であり、人間の暮らし（文化や社会）が生態的な環境とどのように対応しているのかを研究する分野のことである。現在、文化人類学の研究者が都市生活者や科学などの領域を取り扱うのに対し、自然と深い関わりを持つ人々を対象とする研究者が多い。
20世紀の進化主義の衰亡に対して、ネオ進化主義による建て直しや、人間の生物学的な連続性を軸にして文化を環境にたいする対応として生態人類学が生み出された。適応という側面を明示的に表明するために、自給自足的な経済を主軸とした社会を対象にした研究が行われる。